# Дженніфер Карпентер
Дженіфер Лінн Ка́рпентер (англ. Jennifer Leann Carpenter; нар. 7 грудня 1979, Луїсвілл, Кентуккі, США) — американська акторка театру, телебачення, кіно та озвучення. Відомі ролі: Дебра Морган в телесеріалі «Декстер» і Емілі Роуз у фільмі «Шість демонів Емілі Роуз».

## Біографія
Народилася 7 грудня 1979 року в Луїсвіллі, штат Кентуккі, США.
Вона закінчила католицьку школу для дівчат Sacred Heart Academy в Луїсвіллі, також відвідувала Walden Theatre Conservatory і пізніше  Джульярдську школу в Нью-Йорку. До закінчення брала участь у бродвейській постановці п'єси Артура Міллера «Суворе випробування» з Ліамом Нісоном та Лорою Лінні в головних ролях.

### Особисте життя
Наприкінці 2007 повідомлялося, що зустрічалася з партнером по серіалу «Декстер» Майклом Голлом. 31 грудня 2008 одружилася з Майклом Голлом. Вперше публічно з'явилися як одружена пара 18 січня 2009 на 66-й церемонії вручення премії «Золотий глобус». 25 квітня 2010 подружжя подало заяву на розлучення.

## Кар'єра
Перший дебют на великому екрані відбувся 2002 року. Це була другорядна роль у драмі «Люди мертві».
У 2005 році акторка уперше привернула увагу критиків роботою у фільмі «Шість демонів Емілі Роуз».
Виконала роль Дебри Морган в телесеріалі «Декстер» на телеканалі «Showtime», прем'єра якого відбулася 1 жовтня 2006 року. Створений нею образ сестри головного персонажа (Декстера Моргана) вразив деяких критиків, зокрема, австралійського журналіста Джека Маркса, який описує її «холодну і незграбну» гру, як «настільки досконалу, що багато глядачів, схоже, помиляються в акторці, бачачи недоліки її персонажки».

## Фільмографія
| Рік       |    | Українська назва                                    | Оригінальна назва                             | Роль                          |
| --------- | -- | --------------------------------------------------- | --------------------------------------------- | ----------------------------- |
| 2002      | ф  | Люди мертві                                         | People Are Dead                               | подруга Анжели 2              |
| 2003      | ф  |                                                     | Ash Tuesday                                   | Саманта                       |
| 2004      | ф  | Шпигунки                                            | D.E.B.S.                                      | студентка-істеричка           |
| 2004      | ф  | Білі ципоньки                                       | White Chicks                                  | Ліза                          |
| 2005      | ф  | Смертельне виселення                                | Lethal Eviction                               | Сара / Тессі / Бет            |
| 2005      | ф  | Шість демонів Емілі Роуз                            | The Exorcism of Emily Rose                    | Емілі Роуз                    |
| 2005      | тф |                                                     | Queen B                                       | Крістен                       |
| 2006—2013 | с  | Декстер                                             | Dexter                                        | Дебра Морган                  |
| 2006      | ф  | Собача проблема                                     | The Dog Problem                               | рудоволоса офіціантка         |
| 2007      | ф  | Битва у Сіетлі                                      | Battle in Seattle                             | Сем                           |
| 2008      | ф  | Карантин                                            | Quarantine                                    | Анжела Вайдал                 |
| 2009      | мс | Декстер: Проби пера                                 | Dexter: Early Cuts                            | Дебра Морган                  |
| 2010      | ф  | Швидше кулі                                         | Faster                                        | жінка                         |
| 2011      | ф  | Голодний кролик атакує                              | Seeking Justice                               | Труді                         |
| 2011      | с  | Гарна дружина                                       | The Good Wife                                 | Памела Пакер                  |
| 2011—2013 | мс | Цуценята з притулку № 17                            | Pound Puppies                                 | Пеппер                        |
| 2012      | кф | Тур розставання                                     | The Break-Up Tour                             | Сара                          |
| 2012      | ф  | Гра на виживання                                    | Gone                                          | Шарон Еймс                    |
| 2012      | ф  | Фабрика                                             | The Factory                                   | Келсі Волкер                  |
| 2012      | ф  | Колишні подруги                                     | Ex-Girlfriends                                | Кейт                          |
| 2014      | ф  | Рука Диявола                                        | Where the Devil Hides                         | Ревека                        |
| 2014      | мф | Секретні матеріали Месників: Чорна Вдова і Каратель | Avengers Confidential: Black Widow & Punisher | Наташа Романова / Чорна вдова |
| 2014      | мс | Робоцип                                             | Robot Chicken                                 | Венді Дарлінг / Пончик        |
| 2014      | вг | PsychoBreak                                         | PsychoBreak                                   | Джулі Кідман                  |
| 2014      | тф | Море вогню                                          | Sea of Fire                                   | Лія Пірс                      |
| 2015      | тф |                                                     | Stanistan                                     | Марсі                         |
| 2015—2016 | с  | Області темряви                                     | Limitless                                     | агент Ребекка Гарріс          |
| 2018      | ф  | Закатати в асфальт                                  | Dragged Across Concrete                       | Келлі Саммер                  |
| 2021      | с  | Декстер: Нова кров                                  | Dexter: New Blood                             | Дебра Морган                  |

## Нагороди й номінації
| Нагорода                             | Рік  | Категорія                                                 | Робота                   | Результат |
| ------------------------------------ | ---- | --------------------------------------------------------- | ------------------------ | --------- |
| Премія Гільдії кіноакторів США       | 2009 | Найкращий акторський склад у драматичному серіалі         | Декстер                  | Номінація |
| Премія Гільдії кіноакторів США       | 2010 | Найкращий акторський склад у драматичному серіалі         | Декстер                  | Номінація |
| Премія Гільдії кіноакторів США       | 2011 | Найкращий акторський склад у драматичному серіалі         | Декстер                  | Номінація |
| Премія Гільдії кіноакторів США       | 2012 | Найкращий акторський склад у драматичному серіалі         | Декстер                  | Номінація |
| Вибір телевізійних критиків          | 2013 | Найкраща жіноча роль другого плану в драматичному серіалі | Декстер                  | Номінація |
| Сатурн                               | 2006 | Найкраща жіноча роль другого плану                        | Шість демонів Емілі Роуз | Номінація |
| Сатурн                               | 2007 | Найкраща телеакторка другого плану                        | Декстер                  | Номінація |
| Сатурн                               | 2008 | Найкраща телеакторка другого плану                        | Декстер                  | Номінація |
| Сатурн                               | 2009 | Найкраща телеакторка другого плану                        | Декстер                  | Перемога  |
| Сатурн                               | 2010 | Найкраща телеакторка другого плану                        | Декстер                  | Номінація |
| Сатурн                               | 2011 | Найкраща телеакторка другого плану                        | Декстер                  | Номінація |
| Сатурн                               | 2012 | Найкраща телеакторка другого плану                        | Декстер                  | Номінація |
| Сатурн                               | 2013 | Найкраща телеакторка другого плану                        | Декстер                  | Номінація |
| Сатурн                               | 2014 | Найкраща телеакторка                                      | Декстер                  | Номінація |
| MTV Movie & TV Awards                | 2006 | Найкращий прорив року                                     | Шість демонів Емілі Роуз | Номінація |
| MTV Movie & TV Awards                | 2006 | Найкращий переляк                                         | Шість демонів Емілі Роуз | Перемога  |
| Телевізійний фестиваль в Монте-Карло | 2010 | Найкраща жіноча роль у драматичному серіалі               | Декстер                  | Номінація |